# Pera Palas

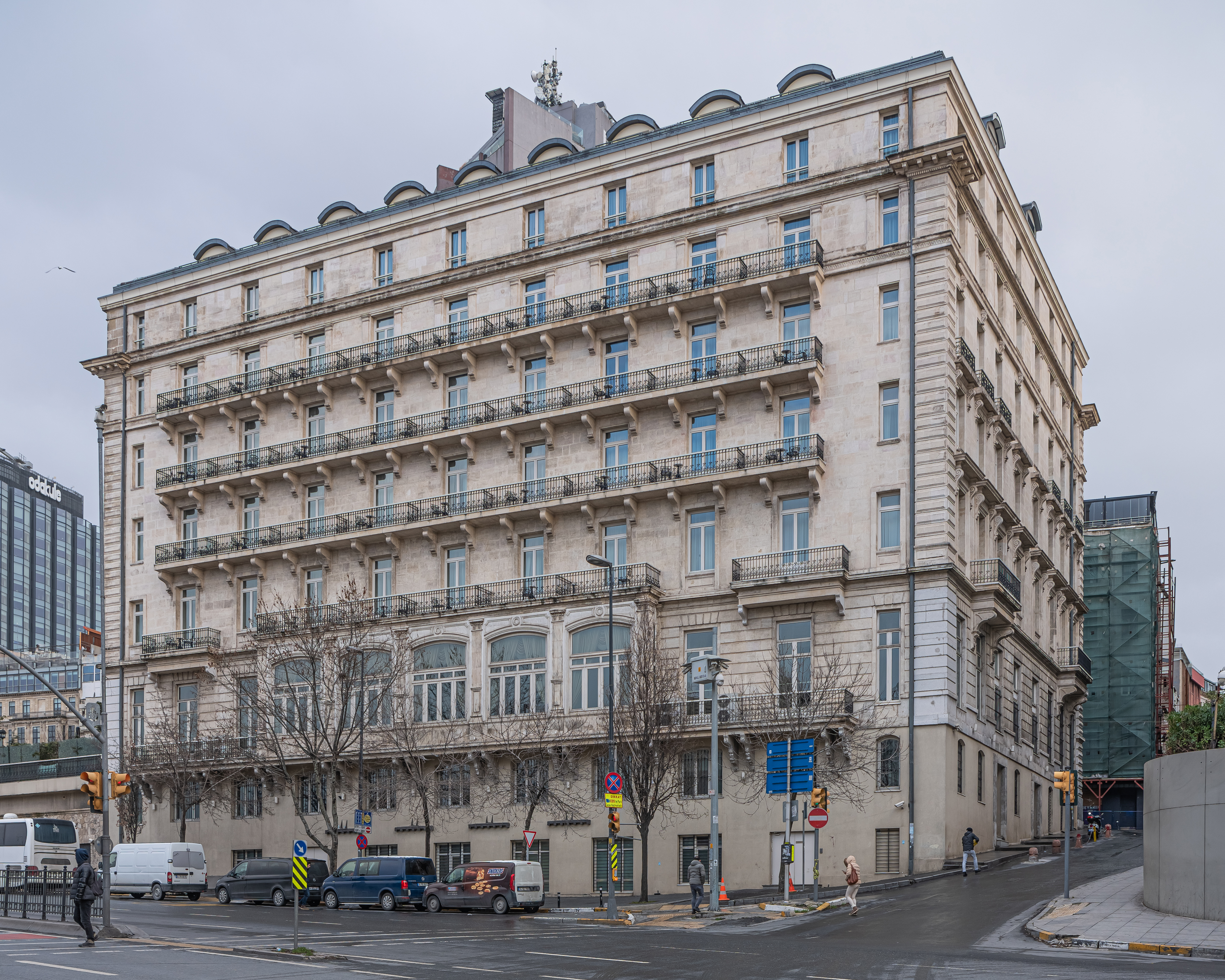
Nordfassade des Hotels Pera Palas

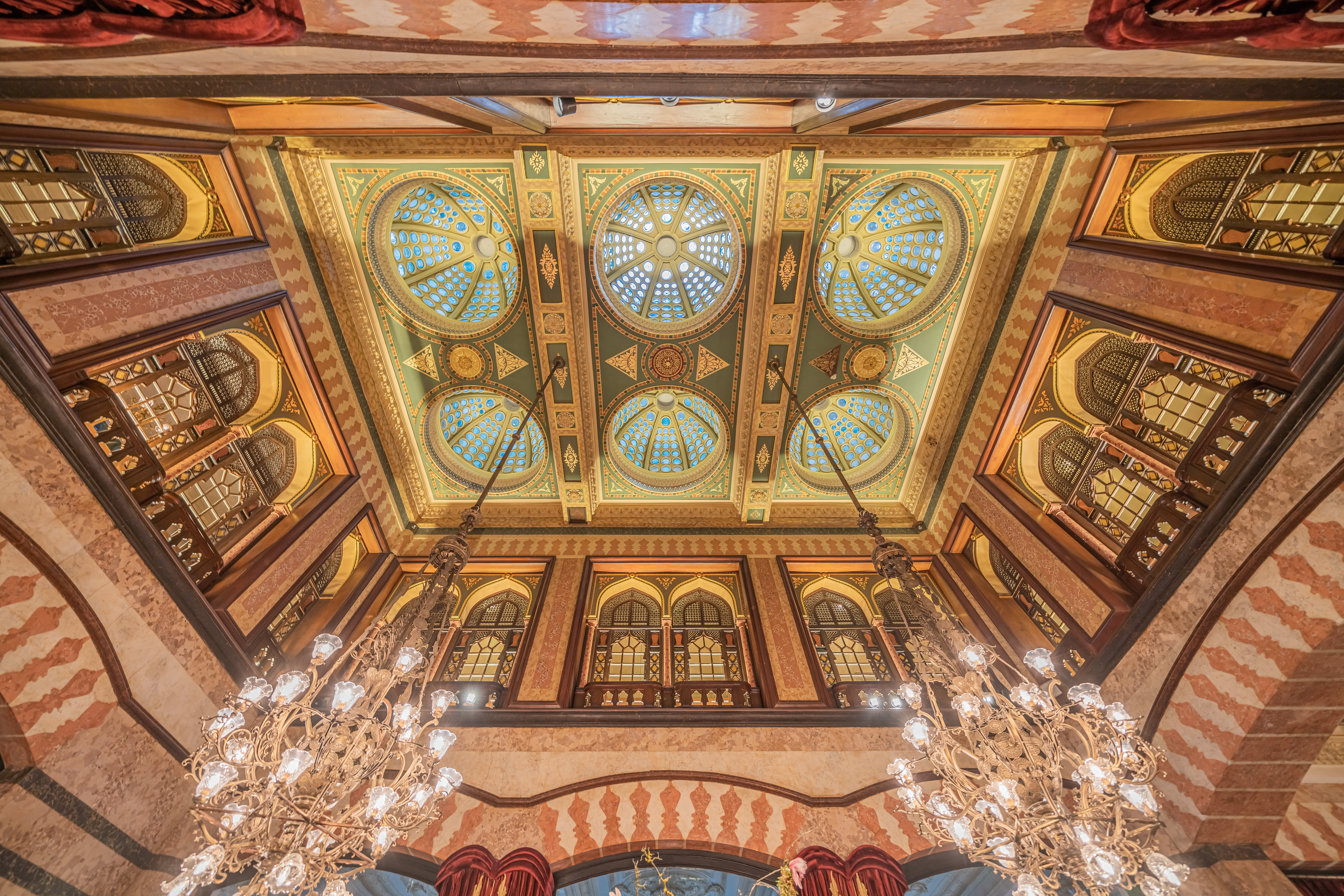
Atrium des Hotels

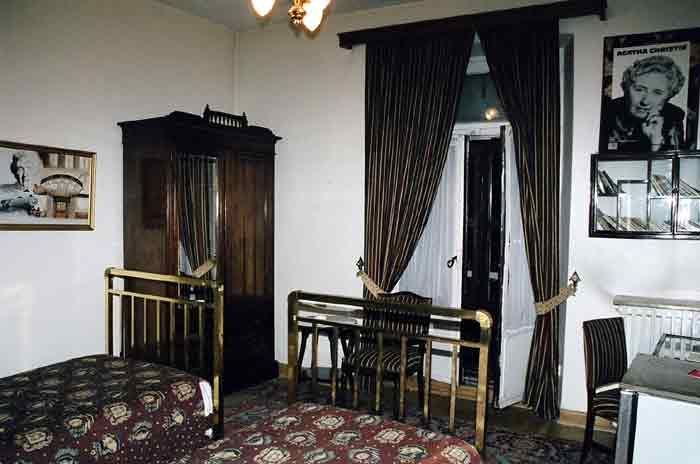
In Zimmer 411 soll der britische Stammgast Agatha Christie Mord im Orient-Express geschrieben haben, ein Anspruch, der jedoch widerlegt ist

Das Hotel Pera Palas, auch französisch Pera Palace, deutsch Pera-Palast-Hotel genannt, in Istanbul ist eines der noch bestehenden großen Eisenbahnhotels der Gründerzeit.

## Geschichte
Die Compagnie Internationale des Wagons-Lits, Betreiber einer Reihe von europäischen Luxuszügen, darunter der Orient-Express, machte es sich um 1900 angelegen, an den Zielorten ihrer internationalen Verbindungen für ihre Klientel eine angemessene Unterkunft anzubieten. In den letzten zwei Jahrzehnten des 19. Jahrhunderts baute sie deshalb über eine Tochtergesellschaft eine Hotelkette auf. Zu dieser gehörte neben dem Ghezirah Palace in Kairo, dem Hôtel de la Plage in Ostende, den Hôtels Terminus in Bordeaux und Marseille und später dem Grand Hôtel des Wagons-Lits in Peking auch das 1892 vom türkisch-französischen Architekten Alexandre Vallaury (1850–1921) im Stil des Historismus im Istanbuler Europäerviertel Pera errichtete Luxushotel Pera Palas. Das Haus mit Blick auf den Bosporus, in dem unter anderem Monarchen, Staatsoberhäupter und Wirtschaftskapitäne abstiegen, ist mit seiner Fassade im Neo-Rokoko und innerer Ausstattung weitgehend erhalten. Die Prunkfassade ist die östliche mit dem Haupteingang und vielen Steinbalkonbrüstungen.
Die Orient Bar etablierte sich als bevorzugter Treffpunkt der Elite und der internationalen Prominenz. 1974 wurde eine substanzschonende Renovierung des Hotels mit 115 Zimmern und 16 Suiten durchgeführt. Im Jahr 2008 wurde das Hotel geschlossen, um das Gebäude zu sanieren. Im September 2010 erfolgte die Wiedereröffnung. Vom 1. Mai 2012 bis Ende 2017 war die internationale Hotelkette Jumeirah Group Betreiberin des Hotels.
Das Atatürk-Zimmer (Nr. 101) ist heute ein Ausstellungszimmer zu Ehren des Staatsgründers und liegt nach Südwesten mit Blick nach Eminönü (alter Stadtteil von Istanbul am „Goldenen Horn“ gelegen).

## Das Pera Palas im Film
In dem Hotel spielt die türkische Netflix-Serie Mitternacht im Pera Palace, die auf dem Buch von Charles King basiert.